# Étoile à préons

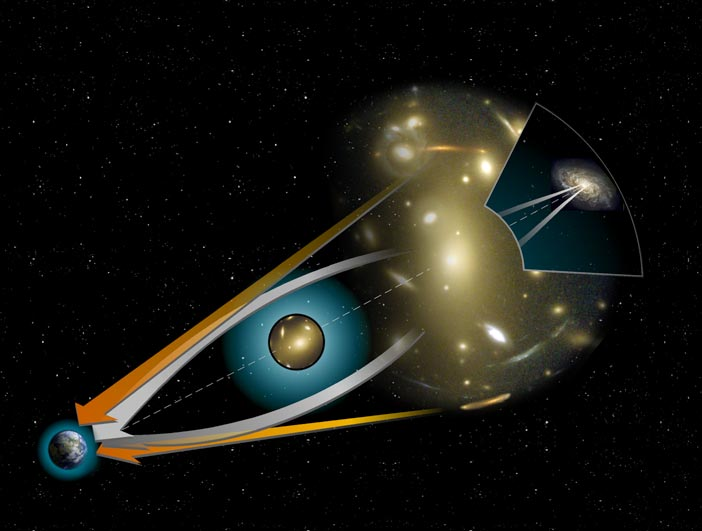
Lentille gravitationnelle pleine.

Une étoile à préon est un type d’étoile compacte hypothétique constituée de préons, un groupe de particules subatomiques elles-mêmes hypothétiques. Les étoiles à préon devraient avoir une densité énorme, supérieure à 1023 kg/m3. Il s’agit d’un chiffre intermédiaire entre les étoiles à quarks et les trous noirs. Une étoile à préon d’une masse comparable à celle de la Terre aurait ainsi la taille d’une balle de tennis.
Les étoiles à préon pourraient provenir des explosions des supernovae ou du Big Bang. En principe, de tels objets pourraient être détectés au moyen de rayons gamma utilisés comme lentilles gravitationnelles. Les étoiles à préon sont un candidat potentiel pour la matière noire.